# The Book of Souls
The Book of Souls је шеснаести студијски албум британског хеви метал састава Ирон Маиден. Албум је објављен  4. септембра 2015 за издавачку кућу Parlophone Records. Ово је први студијски двоструки албум групе, а самим тим и најдужи до данас, укупно 92 минута. Издање албума и почетак промотивне турнеје одложени су како би певач Брус Дикинсон имао довољно времена да се опорави након што му је рани тумор уклоњен почетком 2015. године.

## Списак песама

### Први ЦД
1. If Eternity Should Fail - 8:28
2. Speed of Light - 5:01
3. The Great Unknown - 6:37
4. The Red and the Black - 13:33
5. When the River Runs Deep - 5:52
6. The Book of Souls - 10:27

### Други ЦД
1. Death or Glory - 5:13
2. Shadows of the Valley - 7:32
3. Tears of a Clown - 4:59
4. The Man of Sorrows - 6:28
5. Empire of the Clouds - 18:01